# Radu Șerban
Radu Șerban – hospodar wołoski 1602–1611.
Być może pochodził z rodziny możnych bojarów Craiovești. Był współpracownikiem Michała Walecznego. Po śmierci tego ostatniego zdobył tron wołoski dzięki poparciu lokalnych bojarów, pokonując kandydatów wspieranych przez sąsiadów (Szymona Mohyłę i Radu Mihneę). Nawiązał współpracę z Habsburgami wspierając ich w pacyfikowaniu zaburzeń w Siedmiogrodzie. Jednocześnie odpierał próby uzyskania tronu przez konkurentów, ostatecznie w 1606 uzyskując uznanie na tronie hospodarskim przez Imperium Osmańskie (Wołoszczyzna miała pozostać pod zwierzchnością sułtana, odstąpiwszy Turcji Giurgiu). Na przełomie 1610 i 1611 Radu Serban musiał się ugiąć wobec najazdu księcia siedmiogrodzkiego Gabriela Batorego, uzyskał jednak pomoc mołdawską i zdołał na powrót opanować swoje księstwo, a w 1611 pokonać Gabriela pod Braszowem. Jednocześnie jednak nastąpiła interwencja turecka na Wołoszczyźnie, wskutek której na tronie hospodarskim został osadzony Radu Mihnea, a Radu Serban nie mógł kontynuować swojej kampanii siedmiogrodzkiej i schronił się w Mołdawii.
Jego nieślubnym synem był Konstantyn I Serban, hospodar wołoski.